# 1866 ve fotografii

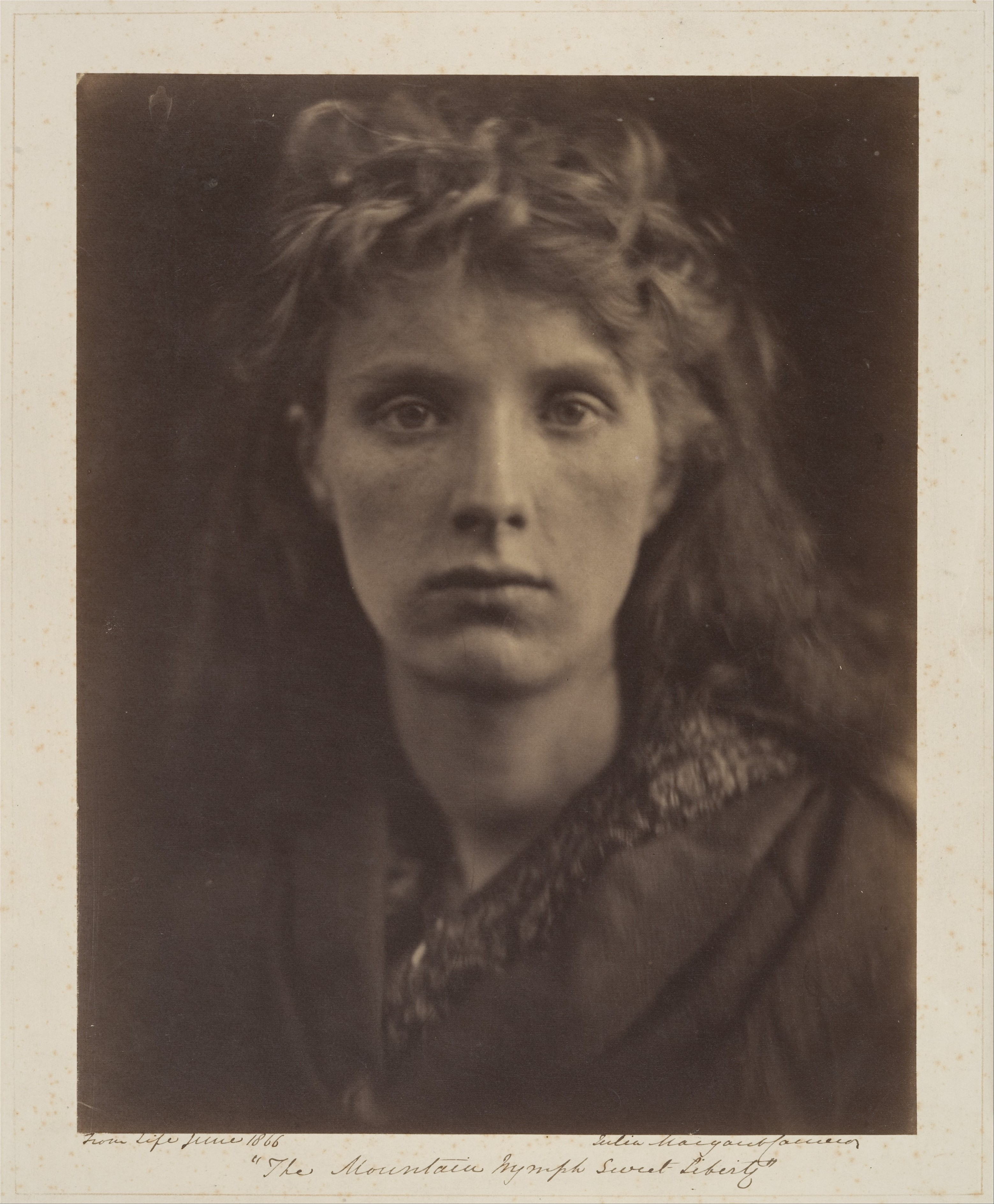
Julia Margaret Cameronová: The Mountain Nymph Sweet Liberty, 1866

Tento článek obsahuje významné fotografické události v roce 1866.

## Události
- Sanchez vynalezl aplanát.
- 9. května – D. C. Dallas patentoval dallasotypii, fotomechanickou reprodukční techniku.[1]
- Julia Margaret Cameronová pořídila fotografie The Mountain Nymph Sweet Liberty a sérii hlav v životní velikosti.

## Narození v roce 1866
- 1. ledna – Peter Elfelt, dánský fotograf a filmový režisér († 18. února 1931)
- 9. ledna – Frederick Christian Palmer, anglický fotograf († 1935)
- 21. ledna – Eugène Cattin, švýcarský poštovní doručovatel a fotograf († 8. května 1947)
- 25. února – Heinrich Kühn, rakouský fotograf († 14. září 1944)
- 17. března – Alice Austenová, americká fotografka († 9. června 1952)
- 15. dubna – Marie Høeg, norská fotografka († 22. února 1949)
- 24. dubna – Gaston Bouzanquet, francouzský fotograf († 16. ledna 1937)
- 3. května – Jean-Baptiste Tournassoud, francouzský fotograf a vojenský důstojník († 5. ledna 1951)
- 14. května – Alice Boughtonová, americká portrétní fotografka († 21. června 1943)
- 2. července – Louis Mercier, francouzský vydavatel a fotograf († po roce 1914)
- 14. července – Ellisif Wessel, norská spisovatelka, fotografka, odborářka a politička († 28. listopadu 1949)
- 20. července – Josef Fiedler, fotograf († 8. května 1937)
- 24. září – Beatrice Hatch, anglická múza a modelka Charlese Lutwidge Dodgsona, známějšího jako Lewis Carroll († 20. prosince 1947)
- 5. listopadu – Machiel Hendricus Laddé, nizozemský fotograf a filmový režisér († 18. února 1932)
- 4. prosince – Josep Salvany i Blanch, katalánský lékař a fotograf († 28. ledna1929)
- 27. prosince – Gaston Piprot, francouzský fotograf († 30. ledna 1921)
- ? – Heinrich Götz, vratislavský fotograf německého původu († 1931)
- ? – William James, kanadský fotograf anglického původu († 1948)
- ? – Kadžima Seibei, japonský fotograf († 6. srpna 1924)
- ? – Jean Demmeni, nizozemský fotograf a topograf († 1939)
- ? – Neils Walwin Holm, nigerijský fotograf a advokát († 1927)
- ? – William Archer Price, novozélandský dokumentární, krajinářský a portrétní fotograf († 24. ledna 1948)
- ? – Jadwiga Golczová, polská fotografka, zakládající členka Varšavské fotografické společnosti (Towarzystwo Fotograficzne Warszawskie), v roce 1898 začala vydávat vlastní časopis věnovaný fotografii, nazvaný Światło († 1936)

## Úmrtí v roce 1866
- 4. května – Julien Vallou de Villeneuve, francouzský malíř, litograf a fotograf (* 12. prosince 1795)
- 30. července – Jacobus van Koningsveld, nizozemský malíř a fotograf (* 4. března 1824)
- ? – Sarah Anne Bright, anglická umělkyně a fotografka (* 1793)
- ? – Kuwadžiró Horie, japonský fotograf (* 1831)
- ? – Brita Sofia Hesselius, švédská fotografka a daguerrotypistka, patřila mezi první profesionální fotografky ve své zemi (* 1801)
- ? – Orrin Freeman, americký fotograf (* ?)
- ? – Henri Marcellin Auguste Bougenier, francouzský fotograf (* ?)